# Val Curnera

Val Curnera. Historisches Luftbild von Werner Friedli (1964)

Das Val Curnera, auch «Curneratobel» genannt, ist ein Seitental des Vorderrheintals im Schweizer Kanton Graubünden.

## Beschreibung
Das Tal liegt südöstlich des Oberalppasses, südlich des Dorfes Tschamut in der Gemeinde Tujetsch. Es gilt als oberstes Seitental der Surselva. Westlich liegt das Val Maighel, im Osten das Val Nalps mit dem Stausee Lai da Nalps.
Im Curneratobel wurde in den 1960er Jahren die Mauer des Stausees Lai da Curnera errichtet, eine Anlage der Kraftwerke Vorderrhein. Die wichtigsten Flüsse – beide speisen den Stausee mit ihrem Wasser – sind der Rein da Curnera und der Rein da Maighels. Aus dem Tal fliesst der Rein da Curnera.

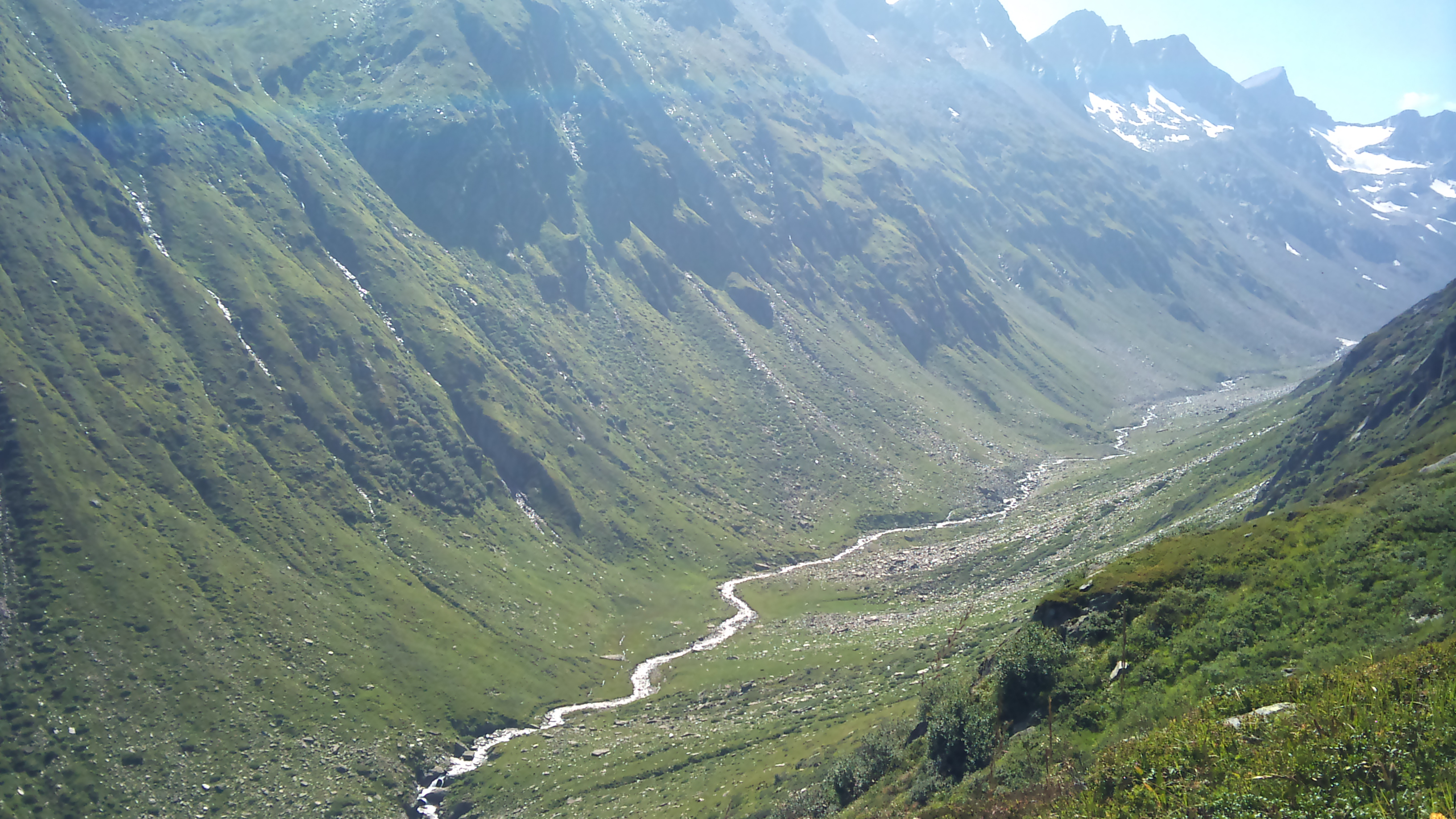
Das Tal oberhalb des Stausees

Vom Gletscher am südlichen Talabschluss zwischen Piz Borel (2951 m ü. M.) und Piz Blas (3019 m ü. M.) ist abgesehen von einigen Firnresten und einem kleinen Stück am Piz Blas kaum mehr etwas übrig.
Das Tal weist eine hohe Mineralienvielfalt auf (diverse Quarze, Hämatit, in geringen Mengen auch Gold und Silber). Die Cavradischlucht am Talausgang ist bekannt für Mineralien aus Rutil und Hämatit. Einheimische Strahler bauen die Mineralien in kleinen Steinbrüchen ab.